# Brewster (Massachusetts)
Pour les articles homonymes, voir Brewster.
Brewster est une ville du cap Cod dépendant du comté de Barnstable dans l'État du Massachusetts, à l'est des États-Unis. Au recensement de 2000, Brewster comptait 10 094 habitants.

## Personnalités liées
- Joan Erikson (1909-1997), psychologue américaine y est décédée